# 惠爾賴特 (肯塔基州)
惠爾賴特（英語：Wheelwright）是一個位於美國肯塔基州弗洛伊德縣的城市。

## 地方資料
根據2020年美國人口普查的數據，惠爾賴特的面積為4.57平方千米，當中陸地面積為4.57平方千米，而水域面積為0.00平方千米。當地共有人口509人，而人口密度為每平方千米111.38人。